# Шкинь
Шкинь — село в Коломенском городском округе Московской области. Население — 79 чел. (2010).
Село находится на правом берегу реки Северки, напротив деревни Борисово, расположенной на противоположном берегу. Село Шкинь относительно небольшое по размеру, в нём одна улица — Центральная.
Село Шкинь связано с центром сельского поселения селом Непецино асфальтированной дорогой, протяжённостью 9 км. Между сёлами имеется автобусное сообщение. Также имеется железнодорожное сообщение — к югу от села проходит Большое кольцо МЖД, платформа Шкинь.
В селе находится кирпичная белокаменная церковь Сошествия Святого Духа (полное название — Церковь Сошествия Святого Духа на Апостолов). Эту церковь также называют Святодуховская церковь, Духовская церковь и Духосошественская церковь.
В селе Шкинь с 2017 года проходит международный фестиваль "Шкинь-Опера", посвященный музыкальным редкостям и гастрономическим изыскам . Фестиваль проходит ежегодно, с 2020 по 2025 гг. был перерыв в его проведении .

## История
Ранее село относилось к Коломенскому уезду Московской губернии. Село Шкинь принадлежало представителю известного дворянского рода Бибиковых, Георгиевскому кавалеру, участнику Русско-турецкой войны 1768 - 1774 годов, генерал-майору Г. И. Бибикову, который также владел и другим подмосковным имением Гребнево. Первые упоминания о селе Шкинь относятся к XV веку. Традиционное исповедание жителей села — православное христианство.

## Население
| 2002 | 2006 | 2010 |
| ---- | ---- | ---- |
| 108  | ↗112 | ↘79  |

## Достопримечательности

### Церковь
История
Деревянная церковь XVIII в. имела посвящение во имя Святого Архистратига Михаила.
В 1762 году владельцем села И. А. Друцким-Соколинским была получена храмозданная грамота на построение в селе Шкинь вместо старого обветшавшего деревянного храма Святого Архистратига Михаила нового каменного храма Преображения Господня с приделом в честь Архистратига Михаила . 
В 1782 году в этой церкви служил иерей Павел Григорьев [сын] 36 лет, с дьячком Николаем Ивановым [сыном] 15 лет и пономарем Нестером Андреевым [сыном] 55 лет.
Каменная церковь, освященная в честь Сошествия Святого Духа, была построена в период между 1794 и 1798 годами. Церковь выстроена на средства владельца имения армии бригадира и кавалера Бибикова Гаврилы Ильина сына. Авторство церкви приписывается Р. Р. Казакову. Открыта церковь в 1800 году. Церковь была закрыта в 1936 году, снова открыта в 1992. Реставрация закончена в 2017 г.
Описание

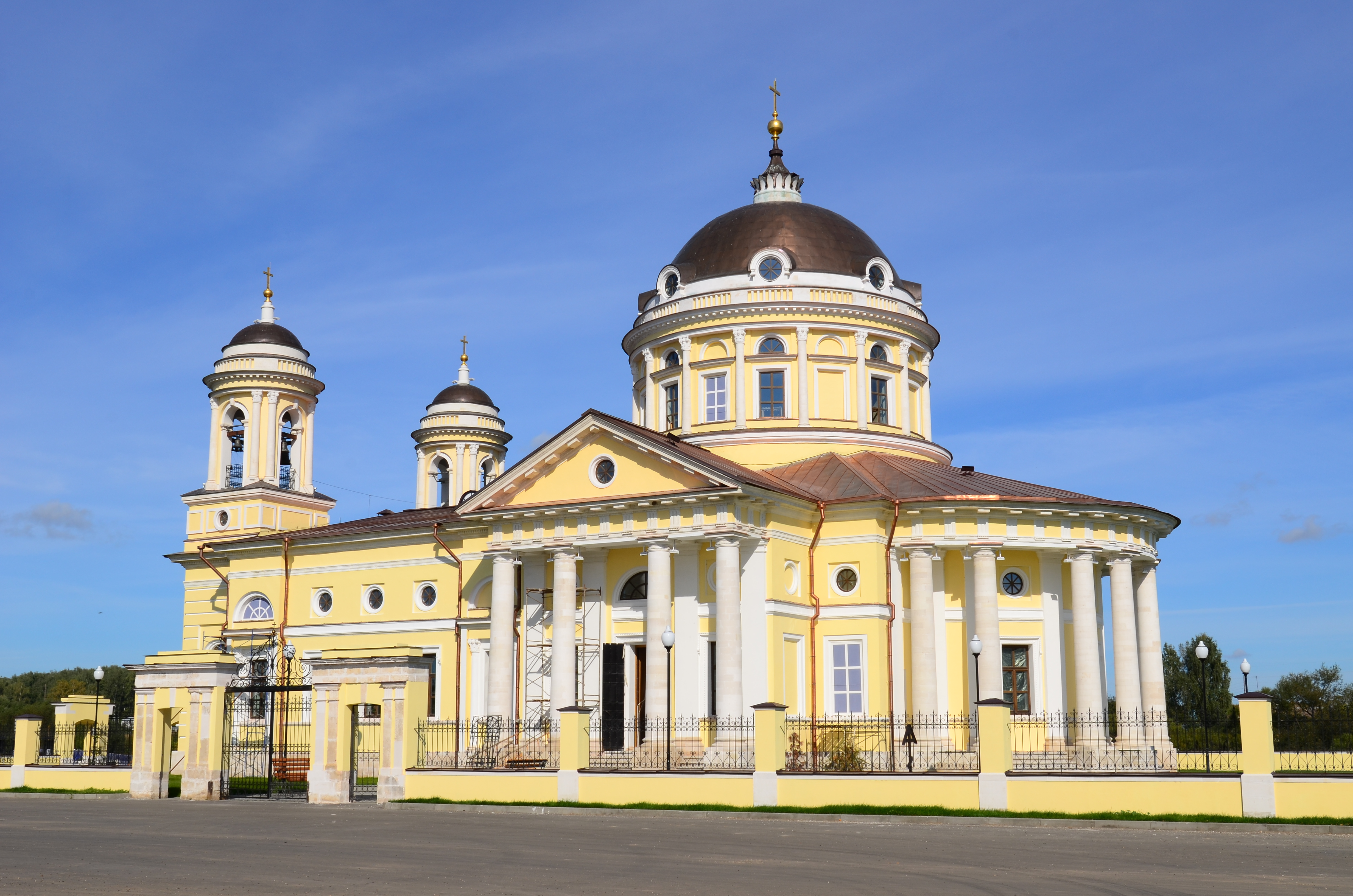
Церковь Сошествия Святого Духа

Церковь из себя представляет двухколоколенный храм. С точки зрения архитектуры эта церковь является типичным образцом московского классицизма. К церкви имеются пристройки — Михаило-Архангельский и Никольский приделы, в которых расположена трапезная храма.
Свято-Духовская церковь в настоящий момент является архитектурным аналогом Троицкого собора, принадлежащего Александро-Невской лавре города Санкт-Петербурга. По внешнему виду контрастирует с соседними деревенскими храмами. В настоящий момент не всё из отделки сохранилось — ранее храм имел более богатое убранство и был красивее, чем сейчас.
Рядом с церковью находится могила Д. И. Васильева (умер в 1884 году) — юродивого Данилушки - блаженного Даниила, покровителя строителей, память которого чтят в селе.
Современное состояние
В настоящий момент церковь принадлежит Русской православной церкви и соответственно является действующей православной церковью.
В новом периоде первое богослужение было совершено 7 апреля 1996 года в день Благовещения Пресвятой Богородицы. Службы в церкви совершаются каждую субботу — Всенощное бдение и каждое воскресенье — Божественные литургии. Также богослужения дополнительно проводятся в дни Великих и Двунадесятых праздников и в дни чтимых икон.

### Обелиск
В январе 2020 года в селе открыт обелиск, посвященный русскому дворянскому роду Бибиковых, многие представители которого являлись выдающимися личностями. Композиция высотой 9,5 м выполнена в виде белокаменной колонны, которую завершает бронзовый герб рода Бибиковых.
Памятник был освящен митрополитом Крутицким и Коломенским Ювеналием, а в церемонии открытия приняли участие: председатель РВИО Владимир Мединский, министр внутренних дел РФ Владимир Колокольцев, руководитель Федеральной таможенной службы Владимир Булавин.

## Люди, связанные с деревней
- Г. И. Бибиков — бывший владелец деревни.
- Д. И. Васильев — юродивый Данилушка.
- Отец Иоанн (Новиков) — настоятель храма.